# سیمائو ماته جونیور
سیمائو ماته جونیور (انگلیسی: Simão Mate Junior؛ زادهٔ ۲۳ ژوئن ۱۹۸۸) یک بازیکن فوتبال اهل موزامبیک است. وی همچنین در تیم ملی فوتبال موزامبیک بازی کرده‌است.
از باشگاه‌هایی که در آن بازی کرده‌است می‌توان به باشگاه فوتبال پاناتینایکوس، باشگاه فوتبال لوانته اشاره کرد.